# Copa Constitució de 2021
A Copa Constitució de 2021 foi a 29ª edição da Copa Constitució, a principal copa de Andorra. O torneio se iniciou no dia 17 de fevereiro e acabou no dia 30 de maio de 2021.
O UE Sant Julià foi o campeão após vencer o Atlètic Club d'Escaldes por 2 a 1 na final.

## Calendário
| Fase             | Data da Partida              |
| ---------------- | ---------------------------- |
| Primeira fase    | 17 e 18 de Fevereiro de 2021 |
| Quartas de Final | 3 e 4 de Março de 2021       |
| Semifinal        | 14 e 15 de abril de 2021     |
| Final            | TBA                          |

## Primeira fase
Oito equipes participarão da primeira fase. As partidas serão disputadas nos dias 17 e 18 de fevereiro de 2021.
| Equipe 1                  | Resultado | Equipe 2           |
| ------------------------- | --------- | ------------------ |
| CE Carroi                 | 2–0       | CF Atlètic Amèrica |
| Penya Encarnada d'Andorra | 2–1       | FC Ordino          |
| FC Santa Coloma           | 7–0       | FC Encamp          |
| UE Santa Coloma           | 4–0       | FS La Massana      |

| 17 de fevereiro de 2021 | CE Carroi                                        | 2 – 0     | CF Atlètic Amèrica | Centre d'Entrenament de la FAF 1, Andorra la Vella |  |
| 20:30                   | Youssef Ezzejjari 75' · Abdelghani El Bachir 82' | Relatório |                    | Árbitro: Cristian Moreira de Almeida               |  |

| 17 de fevereiro de 2021 | Penya Encarnada d'Andorra    | 2 – 1     | FC Ordino               | CE La Massana, La Massana                  |  |
| 20:30                   | Lluis Martins 47' (pen), 90' | Relatório | Luis Miguel dos Reis 9' | Árbitro: Manuel Antônio Nogueira Fernandes |  |

| 18 de fevereiro de 2021 | FC Santa Coloma                                                                                               | 7 – 0     | FC Encamp | Centre d'Entrenament de la FAF 1, Andorra la Vella |  |
| 20:30                   | Jesús Sebastià 10', 23', 26' · Luis Blanco 22' · Xavir Puerto 37' · Juan Manuel Torres 63' · Andreu Ramos 66' | Relatório |           | Árbitro: Mário Daniel Ribeiro Novo                 |  |

| 18 de fevereiro de 2021 | UE Santa Coloma                                                            | 4 – 0     | FS La Massana | CE La Massana, La Massana                 |  |
| 20:30                   | Roberto Carlos Gomes 44' · Andrés Briñez 67' · Joel Paredes 70' (pen), 88' | Relatório |               | Árbitro: Octávio Carlos Leandro Fernandez |  |

## Quartas de Final
Oito equipes participarão das quartas de final: os quatro vencedores da primeira fase e quatro equipes que entrarão direto nesta fase.
| Equipe 1                | Resultado | Equipe 2                  |
| ----------------------- | --------- | ------------------------- |
| Inter Club d'Escaldes   | 2–0       | CE Carroi                 |
| UE Sant Julià           | 4–1       | Penya Encarnada d'Andorra |
| UE Engordany            | 0–1       | FC Santa Coloma           |
| Atlètic Club d'Escaldes | 3–0       | UE Santa Coloma           |

| 3 de março de 2021 | Inter Club d'Escaldes                           | 2 – 0     | CE Carroi | Centre d'Entrenament de la FAF 1, Andorra la Vella |  |
| 20:30              | Genís Soldevila 53' (pen) · Gerard Fonullet 78' | Relatório |           | Árbitro: Alexis Gerardo Terrazo de Leon            |  |

| 3 de março de 2021 | UE Sant Julià                                                       | 4 – 1     | Penya Encarnada d'Andorra | CE La Massana, La Massana                   |  |
| 20:30              | José Antonio Aguilar 12' · Alexandre Alfaiate 57' · Bacari 79', 86' | Relatório | Pedro Muñoz 17'           | Árbitro: Luís Miguel do Nascimento Teixeira |  |

| 4 de março de 2021 | UE Engordany | 0 – 1     | FC Santa Coloma  | Centre d'Entrenament de la FAF 1, Andorra la Vella |  |
| 20:30              |              | Relatório | Andreu Ramos 22' | Árbitro: Bruno Filipi Parente Fernandes            |  |

| 4 de março de 2021 | Atlètic Club d'Escaldes                               | 3 – 0     | UE Santa Coloma | CE La Massana, La Massana                  |  |
| 20:30              | Jaime Grondona 64' (pen), 73' · Nicolas Minutella 89' | Relatório |                 | Árbitro: Manuel Antônio Nogueira Fernandes |  |

## Semifinal
Os quatro vencedores das quartas de final disputarão a semifinal.
| Equipe 1              | Resultado | Equipe 2                |
| --------------------- | --------- | ----------------------- |
| Inter Club d'Escaldes | 1–2       | UE Sant Julià           |
| FC Santa Coloma       | 1–2       | Atlètic Club d'Escaldes |

| 14 de abril de 2021 | Inter Club d'Escaldes | 1 – 2     | UE Sant Julià                  | CE La Massana, La Massana                   |  |
| 20:30               | Gerard Artigas 72'    | Relatório | Bacari 4' · Valentín Rizzo 61' | Árbitro: Luís Miguel do Nascimento Teixeira |  |

| 15 de abril de 2021 | FC Santa Coloma    | 1 – 2 (pro) | Atlètic Club d'Escaldes                      | CE La Massana, La Massana |  |
| 20:30               | Pedro Escolano 85' | Relatório   | Jaime Grondona 71' (pen) · Xavier Vieira 97' | Árbitro: Joan Guiu Serra  |  |

## Final
A final será disputada pelos dois vencedores da semifinal no dia 30 de maio de 2021.
| 30 de maio de 2021 | UE Sant Julià                       | 2 – 1     | Atlètic Club d'Escaldes | Estádio Nacional de Andorra, Andorra la Vella |
| 18:00              | Bacari 42' · Rafael Brito 92' (g.c) | Relatório | Nikola Zugić 37'        | Árbitro: Rui Miguel Maciel de Queiros         |

## Artilheiros
Atualizado em 01 de junho de 2021
| Pos. | Jogador        | Equipe                    | Gols |
| ---- | -------------- | ------------------------- | ---- |
| 1    | Bacari         | UE Sant Julià             | 4    |
| 2    | Jaime Grondona | Atlètic Club d'Escaldes   | 3    |
| 2    | Jesús Sebastià | FC Santa Coloma           | 3    |
| 4    | Andreu Ramos   | FC Santa Coloma           | 2    |
| 4    | Gerard Artigas | Inter Club d'Escaldes     | 2    |
| 4    | Joel Paredes   | UE Santa Coloma           | 2    |
| 4    | Lluis Martins  | Penya Encarnada d'Andorra | 2    |